# Love of My Life
Singles de Queen
Jealousy
(1979) Crazy Little Thing Called Love
(1979)
Pistes de Live Killers
Dreamer's Ball '39
Love of My Life (français : Amour de ma vie) est une chanson du groupe britannique Queen, écrite par Freddie Mercury et dédiée par lui à Mary Austin, sa grande amie et fiancée. Issue de l'album A Night at the Opera sorti en 1975, une version live de la chanson est sortie en single en juin 1979, et a atteint la première place des charts argentins et brésiliens.

## Autour de la chanson
La chanson a été à l'origine écrite par Freddie Mercury au piano et ré-arrangée par Brian May à la guitare acoustique à 12 cordes afin d'en faciliter l'interprétation en live. La version studio est interprétée par Brian May à la harpe. Cette chanson est un bon exemple des connaissances de rubato de Freddie Mercury, montrant ainsi ses influences classiques au piano, notamment de Frédéric Chopin et Ludwig van Beethoven[réf. nécessaire].

## Enlive
Love of My Life était tellement appréciée en concert que Freddie Mercury s'arrêtait souvent de la chanter pour laisser le public prendre le relais. La chanson avait tellement de succès durant les concerts en Amérique du Sud que le groupe décida de sortir la chanson en version live en single sur ce continent. Cette version live, qu'on trouve également sur le double album Live Killers, est en fait un montage de la chanson enregistrée lors de deux concerts distincts : à Francfort le 2 février 1979 et à Paris le 27 février 1979. La partie enregistrée à Paris reste cependant incertaine, tout comme l'intégralité de l'album Live Killers qui n'est pas l'enregistrement d'un unique concert mais un montage de plusieurs chansons issues de la tournée et dont personne ne sait vraiment dans quelles villes elles ont été enregistrées.
Après le décès de Freddie Mercury, Brian May interpréta également Love of My Life durant ses concerts solos, et lui dédia régulièrement la chanson. Une exception cependant, lors du concert de Sheffield en 2005 de la formation Queen + Paul Rodgers (qui figure sur l'album Return of the Champions), où Brian May dédicace la chanson à la mère de Freddie Mercury qui était présente.
La chanson figure sur l'album Live Around the World (2020) de Queen + Adam Lambert.

## Reprise
Cette chanson a notamment été reprise par le groupe Scorpions.

## Classements et certifications
| Pays        | Meilleure position |
| ----------- | ------------------ |
| Argentine   | 1                  |
| Brésil      | 1                  |
| Royaume-Uni | 63                 |

| Pays          | Ventes   | Certifications |
| ------------- | -------- | -------------- |
| Italie (FIMI) | 25 000 + | Or             |